# Belvosia townsendi
Belvosia townsendi är en tvåvingeart som beskrevs av Aldrich 1928. Belvosia townsendi ingår i släktet Belvosia och familjen parasitflugor. Inga underarter finns listade i Catalogue of Life.